# شهرآورد دلا لانترنا
شهرآورد دلا لانترنا یا شهرآورد جنوآ (به ایتالیایی: Derby della Lanterna)، به شهرآورد بین دو تیم سمپدوریا و جنوآ گفته می‌شود. این مسابقه در ورزشگاه لوئیجی فراری برگزار می‌شود که هر دو باشگاه به صورت مشترک از آن استفاده می‌کنند. نام این شهرآورد، به فانوس دریایی شهر جنوآ اشاره دارد.

## آمار
تا ۱۴ دسامبر ۲۰۱۹
| رقابت    | بازی | برد جنوآ | تساوی | برد سمپدوریا | گل جنوآ | گل سمپدوریا |
| -------- | ---- | -------- | ----- | ------------ | ------- | ----------- |
| سری آ    | ۷۳   | ۱۸       | ۲۷    | ۲۸           | ۷۵      | ۹۲          |
| سری بی   | ۱۴   | ۴        | ۵     | ۵            | ۱۱      | ۱۲          |
| جام حذفی | ۱۲   | ۲        | ۴     | ۶            | ۱۲      | ۱۵          |
| مجموع    | ۹۹   | ۲۴       | ۳۶    | ۳۹           | ۹۸      | ۱۱۹         |